# Jacky Cheung
Jacky Cheung (张学友S, Zhāng XúeyǒuP; Hong Kong, 10 luglio 1961) è un attore e cantante cinese.
I media cinese si riferiscono a lui, ad Aaron Kwok, ad Andy Lau ed a Leon Lai con il nome di "quattro re del Cantopop" (四大天王). Cheung, in particolare è soprannominato "re delle canzoni" (歌神), benché si tratti del secondo cantante a ricevere tale titolo, dato che prima di lui Sam Hui veniva chiamato in quel modo.

## Carriera
Jacky Cheung ha inciso il suo primo album Smile nel 1985, dopo aver vinto un cantante per voci nuove nel 1984, cantando il brano Fatherland (大地恩情)., ed aver ottenuto un contratto con la Polygram Records, attuale Universal Music Group. Tuttavia la carriera di Cheung prende il volo solo nel 1991, quando viene pubblicato il suo brano Loving You More Every Day (每天愛你多一些), traduzione del brano giapponese Midsummer's Fruit (真夏の果実), che ottiene un enorme successo. L'album che contiene il brano, True Love Expression (真情流露) del 1992, così come il successivo, Love Sparks (愛火花) sempre del 1992, diventano i due maggiori successi commerciali nella storia della discografia di Hong Kong, vendendo oltre 400000 copie, solo ad Hong Kong.
Oltre alla carriera di cantante, Jacky Cheung porta avanti anche una fortunata carriera di attore.
È noto in particolare per la sua drammatica interpretazione di Frank nel kolossal di John Woo Bullet in the head; inoltre, Cheung ha ricevuto il riconoscimento come miglior attore non protagonista nel corso dell'ottava edizione dell'Hong Kong Film Award per la sua interpretazione nel film As Tears Go By del 1988. Nel 1990 ha inoltre ricevuto il Golden Horse Award come miglior attore non protagonista per la sua interpretazione nel film Swordman.
È vegetariano ed un devoto buddhista.

## Filmografia parziale
| Ano  | Titulo                            | Regia di        | Notes |
| ---- | --------------------------------- | --------------- | --- |
| 2016 | Heaven in the Dark                | Marco To        | Nominated - Hong Kong Film Award for Best Actor |
| 2016 | From Vegas to Macau III           | Yik Tin-hang    | |
| 2015 | Helios                            | Siu Chi-yan     | |
| 2014 | Temporary Family                  | George          | |
| 2013 | A Complicated Story               | Yuk Cheung      | |
| 2010 | Crossing Hennessy                 | Loy             | Nominated - Hong Kong Film Award for Best Actor |
| 2010 | Hot Summer Days                   |                 | |
| 2010 | 72 Tenants of Prosperity          |                 | |
| 2009 | Bodyguards and Assassins          |                 | |
| 2006 | The Heavenly Kings                |                 | |
| 2005 | Perhaps Love                      |                 | Won - Hong Kong Film Award for Best Original Song |
| 2004 | Super Model                       | himself         | |
| 2004 | Jiang Hu                          | Mr. Lefty       | |
| 2003 | Golden Chicken 2                  |                 | Nominated - Hong Kong Film Award for Best Actor Nominated - Golden Horse Awards for Best Actor Won - Power Academy Award for Outstanding Actor in Film |
| 2003 | Dragon Loaded 2003                |                 | |
| 2002 | July Rhapsody                     | Lai Yiu-kwok    | Nominated - Hong Kong Film Award for Best Actor |
| 2000 | Dragon Heat                       |                 | |
| 1998 | Anna Magdalena                    |                 | |
| 1995 | The Private Eye Blues             |                 | |
| 1995 | Meltdown - La catastrofe          |                 | Nominated - Golden Horse Award for Best Leading Actor                                                                                                  |
| 1994 | Love on Delivery                  | himself         | |
| 1994 | To Live and Die in Tsimshatsui    |                 | Nominated - Hong Kong Film Award for Best Actor |
| 1994 | Ashes of Time                     | Hung Chat       | |
| 1993 | Future Cops                       |                 | |
| 1993 | Enigma of Love                    |                 | |
| 1993 | The Eagle Shooting Heroes         | Hung Chat       | |
| 1993 | Flying Dagger                     | Nine-tailed Fox | |
| 1993 | No More Love, No More Death       | Prince          | |
| 1993 | Boys Are Easy                     |                 | |
| 1992 | True Love                         |                 | |
| 1992 | The Days of Being Dumb            | A Kei           | |
| 1992 | With or Without You               | Prince          | |
| 1992 | Best of the Best                  |                 | |
| 1992 | Deadly Dream Woman                |                 | |
| 1992 | Hot Hot and Pom Pom               |                 | |
| 1992 | The Wicked City                   |                 | |
| 1991 | Slickers Vs. Killers              |                 | |
| 1991 | The Banquet                       |                 | |
| 1991 | Once Upon a Time in China         |                 | Nominated - Hong Kong Film Award for Best Supporting Actor                                                                                             |
| 1991 | Chinese Legend                    |                 | |
| 1991 | Bullet for Hire                   |                 | |
| 1991 | The Raid                          |                 | |
| 1991 | A Chinese Ghost Story III         |                 | |
| 1991 | Will of Iron                      |                 | |
| 1991 | The Perfect Match                 |                 | |
| 1990 | Point of No Return                |                 | |
| 1990 | Days of Being Wild                |                 | |
| 1990 | Best Friend of the Cops           |                 | |
| 1990 | Off Track                         |                 | |
| 1990 | Chase from Beyond                 |                 | |
| 1990 | Bullet in the Head                |                 | Nominated - Hong Kong Film Award for Best Actor |
| 1990 | A Chinese Ghost Story Part II     |                 | Nominated - Hong Kong Film Award for Best Supporting Actor                                                                                             |
| 1990 | Curry and Pepper                  |                 | |
| 1990 | The Swordsman                     | Au Yang Kwan    | Won - Golden Horse Awards for Best Supporting Actor Nominated - Hong Kong Film Award for Best Supporting Actor                                         |
| 1989 | The Canton Godfather              |                 | |
| 1989 | Little Cop                        |                 | |
| 1989 | Seven Warriors                    |                 | |
| 1989 | Vampire Buster                    |                 | |
| 1988 | The Eight Happiness               |                 | |
| 1988 | The Haunted Cop Shop of Horrors 2 |                 | |
| 1988 | Mother Vs. Mother                 |                 | |
| 1988 | Couples, Couples, Couples         |                 | |
| 1988 | Tiger Cage                        | Fong Chun Yau   | |
| 1988 | As Tears Go By                    | Fly             | Won - Hong Kong Film Award for Best Supporting Actor                                                                                                   |
| 1988 | Faithfully Yours                  |                 | |
| 1987 | The Haunted Cop Shop of Horrors   |                 | |
| 1986 | Devoted to You                    |                 | |
| 1986 | Soul                              |                 | |
| 1986 | Spirit and Me                     |                 | |
| 1986 | Where's Officer Tuba?             |                 | |